# Bastutjärnen (Bjurholms socken, Ångermanland)
Bastutjärnen är en sjö i Bjurholms kommun i Ångermanland och ingår i Lögdeälvens huvudavrinningsområde. Sjön har en area på 0,151 kvadratkilometer och ligger 318,3 meter över havet. Sjön avvattnas av vattendraget Rödtjärnbäcken.

## Delavrinningsområde
Bastutjärnen ingår i det delavrinningsområde (708950-164192) som SMHI kallar för Namn saknas. Medelhöjden är 330 meter över havet och ytan är 4,37 kvadratkilometer. Det finns inga avrinningsområden uppströms utan avrinningsområdet är högsta punkten. Rödtjärnbäcken som avvattnar avrinningsområdet har biflödesordning 3, vilket innebär att vattnet flödar genom totalt 3 vattendrag innan det når havet efter 75 kilometer. Avrinningsområdet består mestadels av skog (73 procent) och sankmarker (13 procent). Avrinningsområdet har 0,41 kvadratkilometer vattenytor vilket ger det en sjöprocent på 9,4 procent.